# Ventilago maderaspatana
Ventilago maderaspatana là một loài thực vật có hoa trong họ Táo. Loài này được Gaertn. miêu tả khoa học đầu tiên năm 1788.

## Hình ảnh

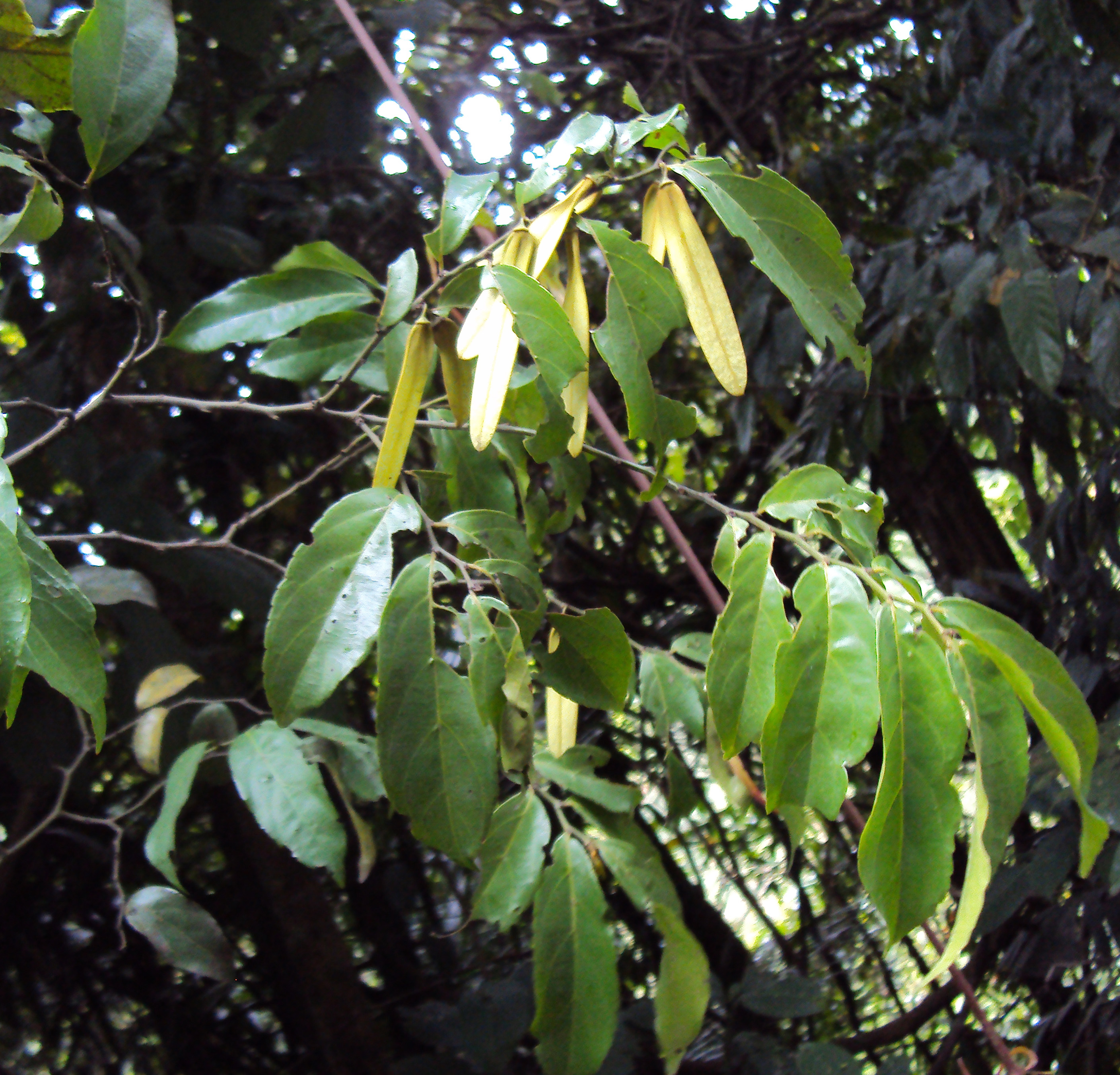
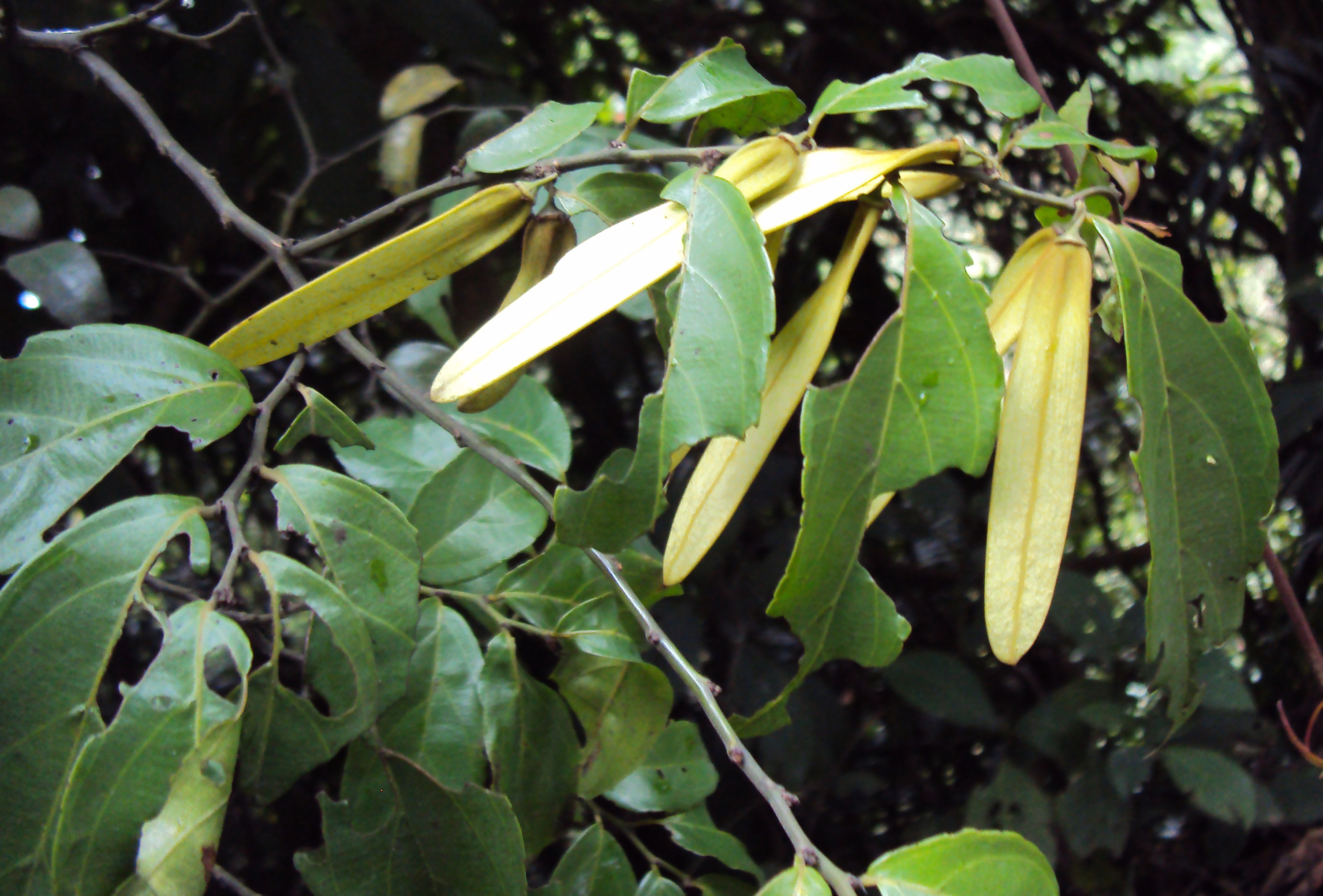
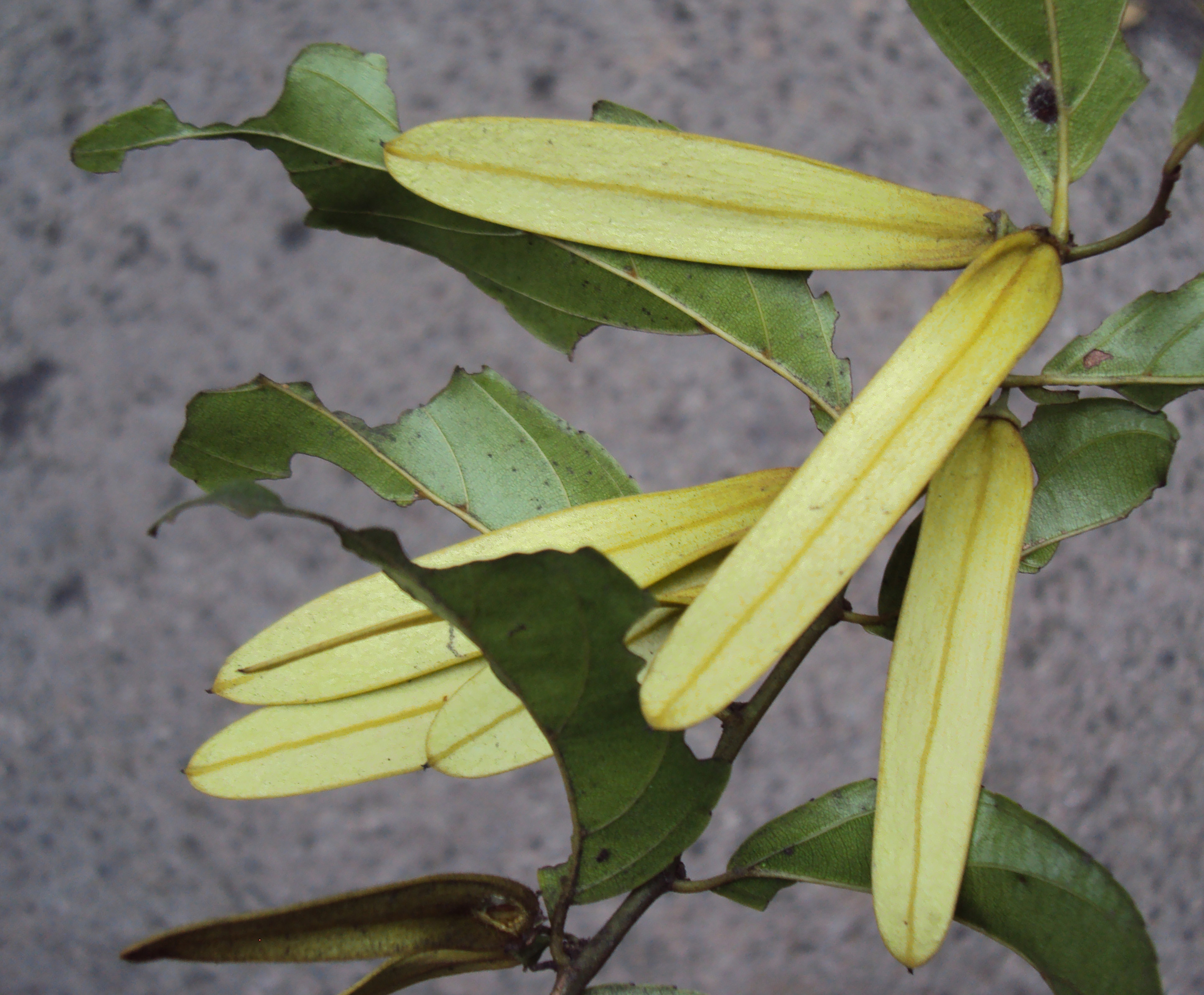
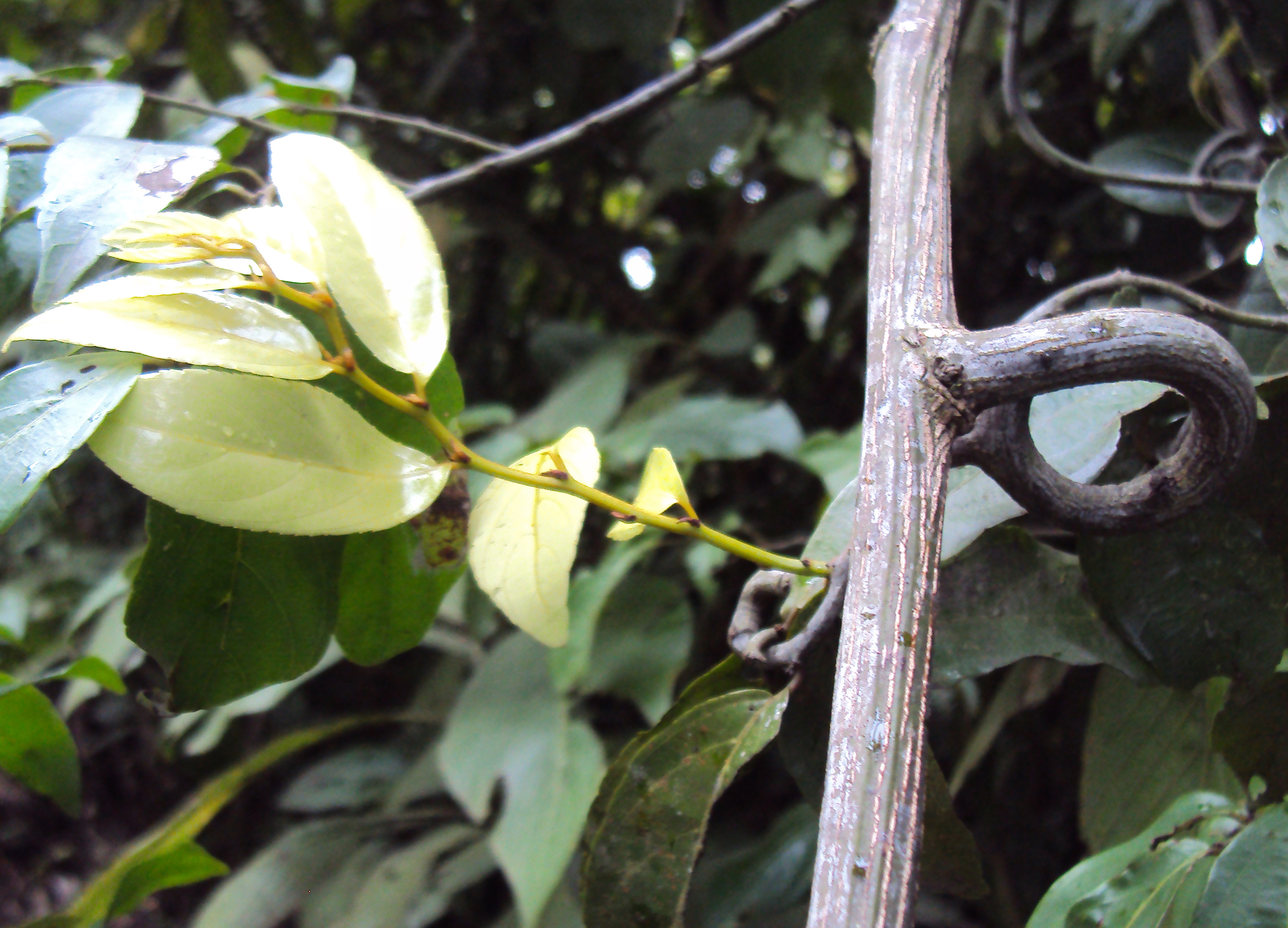